# Ozero Vetvistoe
Der Ozero Vetvistoe (englische Transkription von russisch Озеро Ветвистое Osero Wetwistoje, deutsch ‚Gewundener See‘) ist ein See an der Knox-Küste des ostantarktischen Wilkeslands. In der Bunger-Oase liegt er im südöstlichen Teil der Belyj Peninsula.
Russische Wissenschaftler benannten ihn.